# Microhyla fusca
Microhyla fusca är en groddjursart som beskrevs av Andersson 1942. Microhyla fusca ingår i släktet Microhyla och familjen Microhylidae. IUCN kategoriserar arten globalt som otillräckligt studerad. Inga underarter finns listade i Catalogue of Life.